# Чарты Rolling Stone
Чарты Rolling Stone — еженедельные рейтинги популярных песен и альбомов США. Данные чартов основаны на аналитической фирме Alpha Data (ранее BuzzAngle Music), а результаты опубликованы на веб-сайте журнала поп-культуры Rolling Stone, оба из которых являются собственностью американской Penske Media Corporation.
Чарты Rolling Stone конкурируют с чартами Billboard, которые работают на Nielsen SoundScan и публикуются журналом Billboard. Чарты Rolling Stone отличаются своим акцентом в потоковых медиа и ежедневных обновлениях, публикуя еженедельную окончательную версию предыдущей недели отслеживания с пятницы по четверг. Они были объявлены 7 мая 2019 года и должны были стартовать 13 мая, но в конечном итоге были запущены 2 июля.
Выпуск чартов был прекращён в конце октября 2021 года после выпуска 21 октября, поскольку журнал Billboard стал дочерним изданием PMC и «родственным» для Rolling Stone в конце 2020 года, что сделало чарты Rolling Stone внутренне дублирующими и ненужными.

## История
Rolling Stone впервые объявил о запуске группы музыкальных чартов 7 мая 2019 года. Запланированная дата запуска проекта была объявлена журналом 13 мая 2019 года. Он был включен в объявление о том, что чарты будут основаны на предоставленных данных аналитической фирмы Alpha Data, ранее известной как «BuzzAngle Music» до их ребрендинга 13 мая 2019 года. Alpha Data принадлежит материнской компании Rolling Stone, Penske Media Corporation. 11 мая было объявлено, что публичный запуск будет отложен на неопределенный срок, а проект останется в частной бета-версии, ссылаясь на намерения «оптимизировать с отраслевыми партнерами» и «полностью обеспечить гладкость» проекта.
Музыкальные чарты служат конкурентом чартам Billboard, которые публикуются Нью-Йоркским журналом Billboard с 1958 года. Кроме того, Alpha Data используются в качестве конкурента Nielsen Media Research, аналитической фирмы, которая предоставляет данные журналу Billboard.

## Сингловые чарты

### Rolling StoneTop 100
Rolling Stone Top 100 составляет 100 самых популярных песен в США и конкурирует с Billboard Hot 100. Позиция песни определяется потоками и покупками и исключает «пассивное прослушивание», включая воспроизведение радио. Чарт был впервые выпущен 2 июля 2019 года за неделю 21-27 июня 2019 года.
Первой песней номер один Rolling Stone Top 100 была «Old Town Road» Lil Nas X 27 июня 2019 года.

### Rolling StoneTrending 25
Rolling Stone Trending 25 компилирует 25 песен с наибольшим ростом популярности в США. Позиция песни определяется исключительно процентным ростом её потоков и исключает песни, которые попали в чарт Top 100.

## Альбомные чарты

### Rolling StoneTop 200
Rolling Stone Top 200 составляет 200 самых популярных альбомов в США и конкурирует с Billboard 200. Позиция альбома определяется потоками и покупкой альбома и песен с него и исключает «пассивное прослушивание», включая радио-воспроизведение. Чарт был впервые выпущен 2 июля 2019 года за неделю 21-27 июня 2019 года.
Первым альбомом номер один в Rolling Stone Top 200 был Help Us Stranger The Raconteurs 27 июня 2019 года.

## Чарты артистов

### Rolling StoneArtists 500
Rolling Stone Artists 500 составляет 500 самых популярных артистов в США. Позиция исполнителя определяется исключительно потоками его музыкального каталога.

### Rolling StoneBreakthrough 25
Rolling Stone Breakthrough 25 объединяет 25 артистов с наибольшим ростом популярности в США. Позиция артиста определяется исключительно спросом потоков и исключает исполнителей, которые попали в чарт Artists 500.